# 2000-es angol labdarúgókupa-döntő
A 2000-es FA-kupa-döntőt 2000. május 20-án rendezték a régi Wembley Stadionban. Ez volt az utolsó FA-kupa döntő ebben a stadionban. A döntőt a Chelsea és az Aston Villa játszotta, a csapatok az 5. illetve a 6. helyen végeztek a bajnokságban ebben a szezonban. A Chelsea Roberto Di Matteo góljával nyerte meg három éven belül második FA-kupáját.

## A mérkőzés
| 2000. május 20. 15:00 BST | Chelsea       | 1 – 0               | Aston Villa | Wembley Stadion, London Nézőszám: 72,500 Játékvezető: Graham Poll (Hertfordshire) |
| 2000. május 20. 15:00 BST | Di Matteo 73' | (0–0) (Jegyzőkönyv) |             | Wembley Stadion, London Nézőszám: 72,500 Játékvezető: Graham Poll (Hertfordshire) |

| Chelsea | Aston Villa |

| CHELSEA:        |    |                    |           |     |
|                 |    |                    |           |     |
| GK              | 1  | Ed de Goey         |           |     |
| DF              | 15 | Mario Melchiot     | 18'       |     |
| DF              | 6  | Marcel Desailly    |           |     |
| DF              | 5  | Frank Lebœuf       |           |     |
| DF              | 3  | Celestine Babayaro |           |     |
| MF              | 8  | Gustavo Poyet      | Sárga lap |     |
| MF              | 11 | Dennis Wise (csk)  | 28'       |     |
| MF              | 7  | Didier Deschamps   |           |     |
| MF              | 16 | Roberto Di Matteo  |           |     |
| FW              | 25 | Gianfranco Zola    |           | 89' |
| FW              | 31 | George Weah        |           | 88' |
| Cserék:         |    |                    |           |     |
| GK              | 23 | Carlo Cudicini     |           |     |
| DF              | 26 | John Terry         |           |     |
| MF              | 34 | Jon Harley         |           |     |
| MF              | 20 | Jody Morris        |           | 89' |
| FW              | 19 | Tore André Flo     |           | 88' |
| Edző:           |    |                    |           |     |
| Gianluca Vialli |    |                    |           |     |

| ASTON VILLA: |    |                        |           |     |
|              |    |                        |           |     |
| GK           | 1  | David James            |           |     |
| DF           | 24 | Mark Delaney           |           |     |
| DF           | 5  | Ugo Ehiogu             |           |     |
| DF           | 4  | Gareth Southgate (csk) |           |     |
| DF           | 15 | Gareth Barry           | 16'       |     |
| DF           | 3  | Alan Wright            |           | 88' |
| MF           | 6  | George Boateng         | Sárga lap |     |
| MF           | 10 | Paul Merson            |           |     |
| MF           | 7  | Ian Taylor             |           | 79' |
| MF           | 18 | Benito Carbone         |           | 79' |
| FW           | 9  | Dion Dublin            |           |     |
| Cserék:      |    |                        |           |     |
| GK           | 39 | Peter Enckelman        |           |     |
| DF           | 31 | Jlloyd Samuel          |           |     |
| MF           | 26 | Steve Stone            |           | 79' |
| FW           | 12 | Julian Joachim         |           | 79' |
| FW           | 17 | Lee Hendrie            |           | 88' |
| Edző:        |    |                        |           |     |
| John Gregory |    |                        |           |     |

| SZABÁLYOK - 90 perces játékidő. - 30 perc hosszabbítás, ha szükséges. - büntetők, ha az állás ezek után is döntetlen. - 5 nevezett cserejátékos. - Legfeljebb 3 cserelehetőség. |

## Út a Wembley-be
| A hazai csapat az első. 3. kör: Aston Villa 2-1 Darlington 4. kör: Aston Villa 1-0 Southampton 5. kör: Aston Villa 3-2 Leeds United Negyeddöntő: Everton 1-2 Aston Villa Elődöntő: Bolton Wanderers 0-0 Aston Villa az Aston Villa nyert 4–1-re tizenegyesekkel (a Wembley Stadionban) | A hazai csapat az első. 3. kör: Hull City 1-6 Chelsea 4. kör: Chelsea 2-0 Nottingham Forest 5. kör: Chelsea 2-1 Leicester City Negyeddöntő: Chelsea 5-0 Gillingham Elődöntő: Newcastle United 1-2 Chelsea (a Wembley stadionban) |